# Jasmine Guy (musikalbum)
Jasmine Guy är det självbetitlade debutalbumet av Jasmine Guy, utgivet av Warner Bros. Records den 16 oktober 1990. Efter genombrottet som skådespelare i TV-serien Dotter på vift blev Guy folkkär i amerikanska hushåll, vilket hjälpte henne att få ett skivkontrakt och expandera karriären till att även bli musikartist. Guy, som blev chefsproducent för debutalbumet tillsammans med Leonard Richardson, anlitade en stor mängd musikproducenter för att bidra med låtmaterial. Resultatet blev en blandning av new jack swing-betonad pop- och R&B, vilket var trendigt då. Efter utgivningen mottog Jasmine Guy blandad respons från musikjournalister även om de flesta var positiva till Guys sångprestation.
Albumutgivningen genererade musiksinglarna "Try Me", "Another Like My Lover" och "Just Want to Hold You" samt radiosingeln "Don't Want Money". Mest framgångsrik var "Just Want to Hold You", en quiet storm-ballad framförd med James Ingram, vilken nådde topp-40 på Billboard Hot 100. Guy fick inte tillfälle att marknadsföra albumet med någon konsertturné men en av albumets musikvideor hade premiär i amerikansk TV direkt efter ett nytt avsnitt av Dotter på vift. Hon medverkade även i pratshowen The Arsenio Hall Show. Albumet nådde som högst plats 143 på amerikanska albumlistan Top Pop Albums vilket gjorde att Guy fortsättningsvis höll sig till sin skådespelarkarriär, vilken visade sig bli mer fruktsam.

## Bakgrund
Jasmine Guy studerade scenkonst på high school i Atlanta, Georgia. Efter examen fokuserade hon på dans och fick ett stipendium till Alvin Ailey Dance Center i New York. Guy fick en plats i skolans juniorlag samt en anställning som dansare i TV-serien Fame. Mot mitten av 1980-talet kom hennes kunskaper som sångare till användning i Broadway-musikaler som Leader of the Pack, Beehive och Motown-revyn Dancin' in the Streets. Som skådespelare i TV kunde Guy ses i mindre roller i bland annat McCall och Eddie Murphys Harlem Nights. År 1987 fick hon chansen att uppträda inför skivbolag men avböjde skivkontrakt då hennes skådespelarkarriär hade börjat ta fart. I september 1987 fick Guy sitt genombrott som den rika och bortskämda sydstatstjejen Whitley i Dotter på vift, en spinoff på den amerikanska TV-serien Cosby. Med sitt utseende och komiska tajming blev Guy folkkär i amerikanska hushåll och populariteten hjälpte henne att säkra ett skivkontrakt med Warner Bros. Records.

## Inspelning och komposition
Inför skapandet av Guys debutalbum rekryterades en stor mängd musikproducenter, däribland Raymond Jones, Rex Salas, musikgruppen Full Force, Oliver Leiber, Donald Robinson, Mic Murphy från musikgruppen The System, Timmy Gatling och DJ Eddie F. Leonard Richardson, chef för A&R-avdelningen på Warner Bros., blev projektets chefsproducent tillsammans med Guy. Albumet färdigställdes på 10 månader under 1989 och 1990. Richardson beskrev Guy som en av de mest professionella artisterna han jobbat med. Många av producenterna hade initialt förutfattade meningar om henne baserat på karaktären Whitley men blev enligt Richardson positivt överraskade. Han berättade för Billboard-journalisten Janine McAdams: "Hon klev in i rollen som helt ny skivartist med en redan etablerad fanskara genom rollen som Whitley. Men hon har inget gemensamt med Whitley som artist." McAdams från Billboard beskrev innehållet på Jasmine Guy som en blandning musikaliska stilar och känslor, däribland new jack swing, hiphop-beats och mjuka ballader. Ardis Carthane från den afroamerikanska tidskriften Jet Magazine noterade hur popmusik var huvudingrediensen och att den ackompanjerades med funk, R&B och ballader.
"Jag har aldrig känt mig mer som mig själv än när jag befann mig i inspelningsstudion. När jag återgick till att göra den fjärde säsongen av serien [Dotter på vift] blev det en riktig baksmälla. Jag tänkte: 'Just det- den dialekten, den grejen.' Jag var verkligen en 'dotter på vift'."
Första spåret på Jasmine Guy är "Try Me", en new jack swing-komposition i upptempo skapad av Full Force. I "Another Like My Lover" blandas funk, hiphop och new jack swing medan "Don't Want Money" gör anspråk på rockmusik och innehåller rapverser. Jazzlåten "More Love" gästades av Marcus Miller på bas och Branford Marsalis på saxofon. Om beslutet att inkludera låten på albumet kommenterade Guy: "Jag tyckte det var en vacker låt och annorlunda jämfört med resten av albumet. Men jag tänkte: 'Än sen? Jag har blandad smak och det har säkert andra också. Jag tror att en paus med jazz kan uppskattas.' Den blev så bra, jag kände mig så vuxen när jag kom hem med den. Jag tänkte: 'Nu låter jag som en riktig kvinna'!" "Just Want to Hold You" är en quiet storm-ballad som gästas av James Ingram.

## Lansering och marknadsföring
Jasmine Guy släpptes den 16 oktober 1990 i USA. Då Guy hade fullbokat arbetsschema på grund av inspelningen av Dotter på vift kunde hon inte bege sig på någon turné för att marknadsföra albumet. Hon gjorde dock PR-besök hos radiostationer och skivaffärer runt om i landet i samband med lanseringen. Under marknadsföringen av albumet var målet att skilja Guy från den fiktiva karaktären hon spelade i TV och bli tagen på allvar som sångare. I en intervju med Jet Magazine kommenterade Guy: "Det har varit svårt. Hela Whitley-imagen, det var svårt att få folk att förstå att jag inte alls är som hon och det är inte den typ av musik jag vill sjunga."
Warner Bros. och Guy släppte "Try Me" som huvudsingel från albumet den 14 september 1990. Låten blev en av veckans mest spelade nya utgivningar på amerikansk R&B-radio och nådde så småningom topp-tjugo på R&B-listan Hot Black Singles En utmanande musikvideo skapades till singeln och beskrevs av Allmusic som "ultrasexig". Videon visade Guy utföra danskoreografi skapad av hennes aerobicsinstruktör Billy Goodson och blev populär på BET. "Another Like My Lover" gavs ut som uppföljare till "Try Me" den 11 januari 1991 och nådde sjätteplatsen på R&B-listan. "Just Want to Hold You" som gästades av James Ingram släpptes som den tredje singeln och musikvideon hade premiär direkt efter ett avsnitt av Dotter på vift. Låten blev den största singelframgången från albumet och nådde plats 34 på mainstreamlistan Billboard Hot 100. "Don't Want Money" släpptes som en radiosingel år 1991. Guy marknadsförde låten genom ett uppträdande på The Arsenio Hall Show.

## Mottagande och eftermäle
Efter utgivningen polariserade Jasmine Guy musikjournalister. Alex Henderson från Allmusic var mestadels negativ till albumet som han gav 1,5 stjärna av fem möjliga i betyg. Henderson avfärdade albumet som ett "pinsamt exempel" på när skådespelare gav sig på ett försök till musikkarriär. Henderson kommenterade: "Guys tunna, Paula Abdul-liknande sångröst är inte det minsta imponerande och verkligen inte tillräcklig för att väcka liv i tråkiga, alldagliga låtar som 'Everybody Knows My Name', 'Tuff Boy' eller new jack swing-influerade 'Try Me'." I tidskriften Black Radio Exclusive kommenterade Trasi Sheard utgivningen av "Try Me" istället: "Något förvånande är detta den mest lyckade övergången från skådespelare till skivartist jag någonsin hört. En gedigen låt med riktigt bra sångprestation, dunkande dansbeats och uppfräschade energikick som borde gå hem i nattklubbar och på radio." Jerome Simmons, en kollega från samma tidskrift, beskrev Jasmine Guy som ett "utmärkt" musikalbum. Cashbox beskrev Guy som en "förträfflig sångerska" och fortsatte: "Med killarna från Full Force som producenter uppvisar Guy rikligt med attityd men hon kan backa upp den med substantiell talang. Här finns fullt med potentiella hitsinglar." Vid en tillbakablick kommenterade Soul Tracks: "Många fans kommer säkerligen ihåg Jasmine Guy som skådespelare, få kommer ihåg henne som en sångare [...]. Hennes samarbete med några av tidpunktens hetaste musikproducenter gav ett stabilt album som stod sig med samtiden."
Jasmine Guy gick in på plats 173 på amerikanska albumlistan Billboard Top Pop Albums den 3 november 1990. Andra veckan klättrade albumet till plats 158. Efter tre veckor nådde albumet plats 143 vilket blev dess topposition. På listan Top R&B Albums gick albumet in på plats 90 den 10 november 1990. Högsta noterade positionen på listan blev plats 38, den 1 december 1990. År 1991 reste Guy till Minneapolis och påbörjade arbetet på ett andra studioalbum med Janet Jackson-producenterna Jimmy Jam & Terry Lewis. Ett album blev dock aldrig färdigställt och 1993 lämnade Guy Warner Bros.

## Låtlista
Information hämtad från Discogs
| 1. | "Try Me"                | Full Force      | Full Force | 4:56 |
| 2. | "Another Like My Lover" | Timmy Gatling   | Gatling    | 4:10 |
| 3. | "Don't Want Money"      | Oliver Lieber   | Lieber     | 4:03 |
| 4. | "Johnny Come Lately"    | Full Force      | Full Force | 4:48 |
| 5. | "More Love"             | Donald Robinson | Robinson   | 4:50 |

| 6.  | "Tuff Boy"                                       | Lieber                                                  | Lieber                                 | 4:27 |
| 7.  | "Everybody Knows My Name"                        | Cree Summer, Edward Ferrell, Jasmine Guy, Nevelle Hodge | DJ Eddie E., Nevelle, The Untouchables | 5:00 |
| 8.  | "Just Want to Hold You" (featuring James Ingram) | Cal Harris, Jr., Melanie Andrews, Tony Andrews          | Rex Salas                              | 5:28 |
| 9.  | "I Don't Have to Justify"                        | Keith Eaddy, Mic Murphy                                 | Murphy                                 | 4:23 |
| 10. | "I Wish You Well"                                | Raymond Jones                                           | Jones                                  | 4:45 |

## Topplistor

### Veckolistor
| Topplista (1990)               | Högsta placering |
| ------------------------------ | ---------------- |
| USA Billboard Top Pop Albums   | 143              |
| USA Top R&B Albums (Billboard) | 38               |
| USA Cash Box Top 200 Albums    | 128              |
| USA R&B Albums (Cash Box)      | 15               |

## Utgivningshistorik
| Land | Datum           | Utgåva                 | Format             | Skivbolag    | Ref.   |
| ---- | --------------- | ---------------------- | ------------------ | ------------ | ------ |
| USA  | 16 oktober 1990 | Standard, Club Edition | CD, kassett, vinyl | Warner Bros. | [ 6 ]  |
| USA  | 26 januari 2007 | Standard               | CD                 | Warner Bros. | [ 20 ] |